# Doh (Touba)
Pour les articles homonymes, voir Doh.
Doh est une localité située au nord-ouest de la Côte d'Ivoire, et appartenant au département de Touba, dans la Région du Bafing. La localité de Doh est un chef-lieu de commune.